# Amlia Island
Amlia Island ist eine unbewohnte Insel der Aleuten. Die zum US-Bundesstaat Alaska zählende Insel liegt im Osten der Gruppe der Andreanof Islands zwischen Atka Island und Seguam Island.
Amlia Island hat eine Landfläche rund 446 km², ist 74 km lang, bis 14 km breit und erhebt sich am höchsten Punkt 616 m über den Meeresspiegel.
Auf der zweitgrößten unbewohnten Insel der Aleuten gibt es keine permanente Bevölkerung.